# Christian Larsson
Karl Christian Larsson, 20 september 1897 i Torsåkers socken, Gävleborgs län, död 2 juli 1949 i Västerås, var en svensk målare.
Larsson studerade vid Kungliga konsthögskolan i Stockholm 1924–1929 där han tilldelades några mindre belöningar. Efter studierna bosatte han sig i Västeråstrakten och var vid sidan av sitt eget skapande handledare för några blivande konstnärer. Han medverkade i utställningar arrangerade av Sveriges allmänna konstförening och Västerås konstförening. En minnesutställning med hans konst visades på Västerås konstgalleri 1950. Hans konst består av realistiskt hållna landskapsskildringar samt förslag till kyrkoutsmyckningar. Larsson är representerad vid Västerås konstförenings galleri.